# مامي أوينو
مامي أوينو (上野 真実) (مواليد 27 سبتمبر 1996)، هي لاعبة كرة قدم كانت تلعب كمهاجم. ولعبت مع منتخب اليابان لكرة القدم للسيدات.

## وصلات خارجية
- مامي أوينو على موقع الاتحاد الدولي (مؤرشف)  (الإنجليزية)
- مامي أوينو على موقع إي إس بي إن إف سي (الإنجليزية)
- مامي أوينو على موقع قاعدة بيانات كرة القدم.إي يو (الإنجليزية)
- مامي أوينو على موقع Soccerway.com (الإنجليزية)
- مامي أوينو على موقع عالم كرة القدم.نت (الإنجليزية)